# No-One but You (Only the Good Die Young)
No-One but You (Only the Good Die Young) oder auch No One but You (Only the Good Die Young) ist ein Lied der britischen Rockband Queen, das 1997, nach dem Tod vom Leadsänger Freddie Mercury (1991), von den verbleibenden 3 Mitgliedern aufgenommen wurde. Das Lied ist auf dem Album Queen Rocks.

## Hintergrund
Gitarrist Brian May und Schlagzeuger Roger Taylor teilen sich den Leadgesang. Das von May komponierte Lied ist eine Hommage an Freddie Mercury. Eigentlich hatte May es für sein Solo-Album Another World geschrieben, aber als Roger Taylor die Demo-Version des Liedes hörte, schlug er vor es zum Queen-Song zu machen.
No-One but You (Only the Good Die Young), welches auch im Album Greatest Hits III vorkam, war der letzte öffentliche Auftritt des Bassisten John Deacon, der sich nach der Veröffentlichung ins Privatleben zurückzog.

## Musikvideo
Das Musikvideo wurde in London, dem 29. Oktober 1997, von DoRo produziert und bei den Bray Studios gefilmt. Es ist Schwarz-Weiß und zeigt nur die drei verbleibenden Mitglieder von Queen im Studio. Freddie Mercury wird in einigen für ihn typischen Szenen und Posen in Videoausschnitten gezeigt.

## Besetzung
- Brian May – Leadgesang in der ersten und dritten Strophe, Hintergrundgesang, Klavier, E-Gitarre[4]
- Roger Taylor – Leadgesang in der zweiten Strophe, Hintergrundgesang, Schlagzeug
- John Deacon – Bass